# خوان كورتينا
خوان كورتينا هو عسكري وسياسي مكسيكي، ولد في 16 مايو 1824 في ولاية تاماوليباس في المكسيك، وتوفي في 30 أكتوبر 1894 في أزكابوتزالكو في المكسيك. انتخب Governor of Tamaulipas ‏.